# Georgy Mondzolevsky
Georgy Grigorevich Mondzolevsky (em russo:  Георгий Григорьевич Мондзолевский; Orsha, 26 de janeiro de 1934 – 28 de abril de 2024) foi um jogador de voleibol da Rússia que competiu pela União Soviética nos Jogos Olímpicos de 1964 e 1968.
Ele foi judeu e nasceu em Orsha. Dr. George Eisen do Nazareth College incluiu Georgy em sua lista de medalhistas olímpicos judeus.
Ele ganhou um campeonato soviético com o Burevestnik Odessa em 1956, e posteriormente com o CSKA Moskva conquistou mais sete campeonatos soviéticos (1958, 1960-1963, 1965, e 1966) e ganhou duas vezes a liga dos campeões da europa (1960 e 1962).
Em 1964 ele fez parte do time soviético que ganhou a medalha de ouro no torneio olímpico, jogando todas as nove partidas. Quatro anos depois ele ganhou a segunda medalha dourada com a equipe soviética, no campeonato olímpico de 1968, novamente participando de todos os nove jogos. Também venceu dois campeonatos mundiais com a União Soviética (1960 e 1962) e o campeonato europeu em 1967.
Após o fim da sua carreira, ele atuou como professor na Moscow State Mining University.

## Morte
Mondzolevsky morreu no dia 28 de abril de 2024, aos 90 anos.